# Tour dels Aiguamolls costaners de Yancheng
El Tour dels Aiguamolls costaners de Yancheng (oficialment Tour of Yancheng Costal Wetlands ) és una cursa ciclista professional d'un sol dia que es disputa al voltant de la reserva natural dels Aiguamolls costaners de Yancheng (Xina), el mes de novembre. Es va crear el 2014, formant part de l'UCI Àsia Tour.

## Palmarès
| Any  | Vencedor            | Segon             | Tercer                 |
| ---- | ------------------- | ----------------- | ---------------------- |
| 2014 | Jesse Kerrison      | Jurgen van Diemen | Alois Kaňkovský        |
| 2015 | Evaldas Siskevicius | Guangtong Ma      | Mark Sehested Pedersen |
| 2016 | Jakub Mareczko      | Maris Bogdanovics | Emils Liepins          |